# محافظة كامبونغ سبيو
محافظة كامبونغ سبيو هي محافظة في كمبوديا، بلغ عدد سكانها 716٬517 نسمة، عاصمتها Chbar Mon (town) ‏، تبلغ مساحتها 7٬017٫0 كيلومتر مربع.

## الموقع
تشترك في الحدود مع:
- محافطة كامبونغ تشنانغ.

## التقسيمات الإدارية
- Barsedth District [الإنجليزية]‏
- Chbar Mon Municipality [الإنجليزية]‏
- Kong Pisei District [الإنجليزية]‏
- Aural District [الإنجليزية]‏
- Oudong District [الإنجليزية]‏
- Phnom Sruoch District [الإنجليزية]‏
- Samraong Tong District [الإنجليزية]‏
- Thpong District [الإنجليزية]‏.